# Distylodon comptum
Distylodon es un género monotípico con una única especie: Distylodon comptum Summerh.  de orquídea de hábitos epífitas. 
Es originaria del sudoeste de Uganda.

## Descripción
Es una especie de tamaño pequeño de orquídea con hábitos epífitas. Tiene un tallo corto de 1,5 cm de largo. Las hojas son elípticas-lanceoladas con el Ápice bilobulado, tiene 7-17 mm de longitud y 4-8 mm de ancho. La inflorescencia de 2,2 cm de longitud con una sola flor con pedúnculo de 10.18 mm y brácteas ovadas. La flor es de color verde pálido y no se abren totalmente.

## Hábitat
La planta se encuentra sobre las grandes ramas de los árboles del bosque lluvioso siempreverde de Uganda.

## Taxonomía
Distylodon comptum fue descrita por Victor Samuel Summerhayes y publicado en Kew Bulletin 20: 197. 1966.